# 穆卡里
9°28′S 16°55′E / 9.467°S 16.917°E
穆卡里（葡萄牙語：Mucari），是個位於安哥拉北部的城鎮，由馬蘭哲省負責管轄，南鄰坎本迪-卡滕博和坎甘達拉，面積2,981平方公里，2014年人口29,037，人口密度每平方公里9.7人。